# Purity (Jonathan Franzen)
Pour les articles homonymes, voir Purity.
Purity est un roman américain de Jonathan Franzen publié par les éditions Farrar, Straus and Giroux en 2015, et en traduction française par les Éditions du Boréal (Canada, 2016) et les Éditions de l'Olivier (Paris, 2016).

## Trame narrative
Les lieux de l'action sont les villes américaines de Felton, Oakland et Denver, et en partie Berlin et la vallée perdue de Los Volcanes en Bolivie. 
Les principales époques de l'intrigue sont pour le passé 1987-1991 et pour le présent 2014-2015. Les sept parties sont racontées par des narrateurs différents, le plus souvent sur le mode de la confidence.
1. Purity à Oakland, pp. 11-105 : Californie en 2014,
2. La République du mauvais goût, pp. 107-227 : Berlin-est en 1987-1989,
3. Information gênante, pp. 229-321 : Denver en 2014,
4. La laiterie Moonglow, pp. 323-418 : Bolivie en 2014,
5. [leo9n8a0rd], pp. 419-589 : New York puis Denver vers 1980-1991, Berlin 1989, Denver 2000-2014,
6. L’assassin, pp. 591-680 : Berlin 1989-2001, Bolivie 2014,
7. Quand vient la pluie, pp. 681-744 : Californie 2014-2015.

### Purity à Oakland
Après avoir passé une partie de son enfance et de son adolescence à Felton (Californie), Comté de Santa Cruz (Californie), puis quatre ans à l'université, Pip travaille depuis près de deux ans à Renewable Solutions, une entreprise de démarchage téléphonique pour placer des contrats en énergie renouvelable avec dégrèvements fiscaux, dans un groupe d’une quinzaine de prospectrices plus âgées et d’un responsable, Igor.
À Oakland (Californie)  Comté d'Alameda, 23 ans, cette jeune naïve vivote dans cet emploi merdique (pilonnage, harcèlement) à essayer de rembourser l’emprunt de 130 000 dollars, contracté pour financer ses études. Elle habite dans un squat avec quelques colocataires, Dreyfuss (propriétaire surendetté, menacé par sa banque, Banque de Harcèlement Permanent (BHP), proche d’Occupy), Stephen, Marie, Ramon… et deux Allemands de passage, Annagret et Martin.
Sa mère seule, à Felton, caissière en structure associative, déprimée chronique, continue à refuser de lui donner des indications sur son père : femme battue en fuite, avec changement de nom, de prénom, et désormais vie recluse, pauvreté, méditation, chakras, maladies diverses, peut-être imaginaires.
La jeune femme seule souffre d’absence de père, de déni d’identité (Penelope Tyler, Pip, Purit), de relations difficiles avec sa mère, d'inadaptation sociale par quais incapacité à établir des relations sociales apaisées avec qui que ce soit, et visant un seul but : ne pas finir comme sa mère. Entre un adolescent trop timide (Jason) et une figure de père (Stephen, 38 ans, déjà en couple, même et surtout si son amie le quitte).
Annagret tente de persuader Pip de postuler pour un  stage au Sunlight Project (créé en 2000) d'Andréas Wolf.

### La République du mauvais goût
Vers 1985-1988, Andréas est comme un prince blond exilé, athée, critique, ironique, vit au sous-sol du presbytère de l’église de Siegfeldstrasse, conseiller auprès de la jeunesse difficile, de fait tentant de récupérer des éléments antisociaux et de les remettre dans la bonne voie de cette République désespérément allemande (RDA), contre logement, salaire et coucherie avec adolescentes de plus de 16 ans, et obligation de ne pas reprendre contact avec sa famille trop bien placée, au parti et au ministère. Le père est premier économiste de l’État socialiste ouvrier, ce qui exige cynisme, conviction politique, auto-persuasion et auto-dénigrement et entraîne certains déplacements fréquents dans les pays du bloc communiste, appartement sur la Karl-Marx-Allee à Berlin, et datcha isolée. La mère est professeur d'Anglistik à l'université, spécialiste de Shakespeare et de la ligne officielle du régime. La révolte du fils contre ses parents, l'état socialiste, et l'endoctrinement scolaire et extrascolaire passe par le football, le dessin érotique, la masturbation, la poésie attentatoire...
En 1987, Andréas (27 ans) est amené à croiser Annagret (15 ans), jeune fille, très belle, très coincée, qui fait souffrir sa mère (infirmière, veuve), depuis son remariage avec Horst, entraîneur sportif d'elle-même et de sa sœur. Le crime est presque parfait. En 1989, sa mère se réconcilie avec Andréas, qui se réconcilie avec son père, afin d'essayer de récupérer les dossiers de la Stasi qui concernent lui-même et la victime.

### Information gênante
Denver (Colorado), 2014, Lelia Helou, 52 ans, journaliste sérieuse, au Denver Independant (uniquement sur le net) mène une enquête sur l'"affaire du 4 juillet", des photographies d’une femme dénudée chevauchant une bombe thermonucléaire B61, en fait une réplique non armée. 
Elle s’entretient avec Phyllisha Babcock, Janette Flayner, Cody Flayner, Marli Copeland, Earl Walkler, puis un sénateur à Washington, qui évoque un certain Richard Keneally (dont les deux sœurs ont été exécutées à cette occasion), des méthodes directes et suspectes de Fed Exes Extralégales couvrant divers trafics. Le directeur, Tom Aberrant, a connu autrefois Anabel, Andréas. Et il se découvre père potentiel de Pip, qu’ils ont embauchée comme nouvelle assistante enquêtrice de Leila, mais aussi accueillie, recueillie, hébergée.

### La laiterie Moonglow
La laiterie Rayonnement de lune est un souvenir de Pip, une laiterie de produits bio, mais qui vit surtout de la vente d’engrais organiques : c'est une métaphore de l'activité de Sunlght Project (Lumière du soleil, dénonciation de scandales par vol d'informations numériques), des lieux (paradis équatorial, volcanique et olfactif, mais aussi prison dorée), de la personnalité de son initiateur, Andréas Wolf (génial charmeur, et pire que Julian Assange). Pip (24 ans) et Andréas (54 ans), pour s'apprivoiser, se font des aveux croisés : Andréas avoue l'exécution de 1987, Pip se définit  une personne en colère qui contrôle mal ses pulsions (p. 347), mais aussi drôle, courageuse, honnête (p.381), et paumée (p.391).
Pip apprécie qu'Andréas lui ordonne d'abandonner son stage, et lui organise à partir de la récupération de photos effacées de FaceBook et de faux numériques, le stage de formation au journalisme au Denver Independant. Le dossier de l’affaire B61 sort sur le net, et le logiciel espion sur les ordinateurs du DI est découvert, ce qui oblige Pip à assumer ses responsabilités dans le piratage.

### [leo9n8a0rd]
Le titre est le nom de code d'ouverture d'un fichier numérique caché de Tom, où il expose son passé, avouable autant qu'inavouable, dont son aide à Andréas en 1989. L'essentiel porte sur sa relation avec Anabel entre 1970 et 1990 : un article attentatoire à l'intimité d'Anabel dans une revue étudiante qu'il dirigeait, un amour puissant et réciproque : notre plan commun était de rester pauvres, obscurs et purs, et de surprendre le monde à une date ultérieure (P. 520). 
Elle vivait encore dans un groupe de trois dévastées ambulantes : Lucy (cinéaste ou vidéaste), Nola (végétalienne, gouine, timbrée, selon David), et Anabel, étudiante en arts et réalisatrice d'un film-pamphlet de fin d'année, Fleuve de sang. 
Et assez loin de ses trois frères enfants gâtés.
La relation de Tom avec le père d'Anabel est stupéfiant, autant dans l'ouverture du père que dans les refus du gendre.
La mariage est suivi après un certain temps de la chute. La séparation est en cours, en 1989, quand la mère de Tom exige de retourner voir Berlin et sa famille ;: elle y meurt, y est incinérée, et Tom rencontre Andréas : leur amitié s'établit par un secret commun, et criminel. Et Anabel disparaît alors.
David recherche sa fille jusqu'à sa mort, et nomme en 2003 un administrateur de fiducie non testamentaire (pour un milliard de dollars), poste que Tom refuse, alors qu'il accepte le legs sans obligation de vingt millions de dollars, ce qui lui permet de créer son magazine, Le Complicateur, depuis devenu le Denver Independant.

### L'assassin
Il s'agit du double qui vampirise la personnalité d'Andréas, brillant et dominant, en Bolivie, comme auparavant en Allemagne séparée puis réunifiée.
La révolution internet lui paraît aussi totalitaire que celle de Lénine-Staline-Trotski, fonctionnant sur la peur, de l'impopularité (ou du lynchage), de la ringardise (ou de l'oubli).
Toute sa vie lui paraît basée sur des mensonges, des secrets, des manipulations, alors qu'il prétend révéler la Vérité, et que les rares qui partagent ses secrets sont autant de menaces, qu'il préférerait écraser : individualisme et absence d'esprit collectif.
Sa mère lui rend visite. Tom lui rend visite. Puis...

### Quand vient la pluie
Pip est revenue à Oakland, chez ses amis (Dreyfuss, sommé de quitter les lieux), débute comme caissière dans un petit café d'habitués, retrouve son ancien amoureux, Jason Whitaker, puis Colleen,  puis rencontre Cynthia Aberant, la sœur de Tom. Comme elle sait maintenant qui est son père, elle visite le responsable de la fiducie, s’authentifie comme Sandrine Laird, alias Purity Tyler, revoit sa mère Anabel, dans son chalet de cinquante mètres carrés, dans cette zone de pluies, et la persuade d'aider un peu le monde et de recevoir Tom...

## Thématiques
Parmi les thèmes évidents : 
- les relations compliquées parents-enfants, surtout enfant-mère : haine, culpabilité, régression, ingratitude, désespoir, fuite, rejet, agressivité, espoir de rédemption, héritage, transmission,
- le totalitarisme sous toutes ses formes, ses manipulations, ses contestations nécessaires,
- internet, la meilleure et la pire des choses, au moins pour la fonction de lanceur d'alerte (avec les seuls noms d'Assange et Snowden), pas si différente que cela des méthodes de la Stasi.

Les références plus culturelles (principalement pour Andréas Wolf) sont principalement littéraires : Steinbeck, Dreiser, Dos Passos, Iris Murdoch, Zadie Smith (p.79), Werner Schmoll, Dr Seuss, HD Thoreau, Wilhelm Reich, Barbara Kingsolver (1955-), Gorki, Brecht, Kundera, Simone de Beauvoir, HL Menken, John Hersey, Joseph Mitchell, DH Lawrence, Saul Bellow, Kierkegaard, Nietzsche, Angie March, Ulysse ou The Elephant Man (au théâtre). En peinture, sont cités Modigliani, Corot, Thomas Eakins (1844-1916), Cindy Sherman, Nam Goldin. En musique : Beatles, Rolling Stones, King Crimson, Steve Reich, Dylan, Bertrand Russell. En cinéma : Agnès Varda, Robert Bresson, Truffaut, Altman...

## Personnages
Les personnages importants sont cinq ou six, entourés de personnages secondaires (parents, assistants) et de silhouettes :
- Penelope Pip Tyler, née Sandrine Laird en 1990,
  - père inconnu ou caché,
  - mère : Anabel Tyler, apparue en 1991, recherchée sous un autre nom,
    - David McCaskill, entrepreneur, charmeur,
    - mère imbue d'elle-même et dépressive, (et trois fils),
    - Lucy, Nola, amies d'études,

  - Jason Whitaker, ami potentiel, avec son chien Choco,
- Andreas Wolf, né en 1960 à Berlin-Est, citoyen antisocial désigné, conseiller à l'enfance difficile, agitateur politique, puis hacker, lanceur d'alerte, etc.,
  - x Wolf, premier économiste de la RDA, père officiel, sec et honnête,
    - Markus Wolf, un des dirigeants de la Stasi, cousin, cité,

  - Katya, mère,
  - Peter Kronburg, d'Erfurt, père biologique, auteur de Le Crime de l'amour,
  - Joachim, Ursula, Oswald,
  - docteur Gnel, psychologue agréé Stasi,
  - Sunlight Project (2000, SP), délocalisé au Belize, puis en Bolivie,
    - Colleen, Flor, Anders, Chen, Willow, et autres : permanents de SP
    - Tad Milliken, parrain, Dan Tierney, photographe de scoop,
- Annagret, née à Berlin-Est en 1972, (et une sœur),
  - père décédé,
  - mère fragile,
  - Horst Kleinholz, son beau-père, judoka, culturiste,
  - Andrès,
- Tom Aberant, né vers fondateur du Denver Independant,
  - Clélia Wolfe (et sa sœur Ellen), mère,
    - et sa famille allemande : Oncle Kraus, Oncle Rubie, mère Annelie,

  - père Aberant : entomologue, soldat américain de l'Indiana,
  - Cynthia Aberant, sœur de Tom,
  - Leila Helou (52 ans, donc née en 1962), journaliste au Denver Independant, dont le Prix Pulitzer tient manifestement à un entretien avec Ted Kaczynski Unabomber,
    - Charles Blenheim, candidat grand écrivain, (ancien) compagnon de Leila, qui en est encore le garde-malade.

## Éditions
- Purity (Farrar, Straus and Giroux, 2015), 563 pages  (ISBN 978-0-374-23921-3)

## Réception
Le public américain a relativement boudé le livre, vu le nombre d'exemplaires vendus, par rapport au succès commercial des deux romans précédents de l'auteur.[réf. nécessaire]
La critique francophone est mitigée,,,.